# 8 Близнецов
8 Близнецов (лат. 8 Geminorum, HD 43261) — одиночная звезда (ранее считалась переменной) в созвездии Близнецов на расстоянии приблизительно 474 световых лет (около 145 парсеков) от Солнца. Видимая звёздная величина звезды — +6,075m.

## Характеристики
8 Близнецов — жёлтый гигант спектрального класса G8III. Радиус — около 10 солнечных, светимость — около 75 солнечных. Эффективная температура — около 5052 К.